# 홍원탁
홍원탁(1940년 8월 20일~ 2012년 10월 5일)은 대한민국의 경제학자이자, 경제정의실천시민연합 공동대표를 지낸 사회운동가이다.

## 학력과 경력
그는 경기고등학교를 졸업하고, 서울대학교 상과대학에서 수학하였다. 미국 컬럼비아대학에서 1964년 경제학 석사학위를 취득하였고, 1966년 동대학에서 경제학 박사학위를 취득하였다. 1966년에서 1971년까지 밀워키에 있는 위스컨신 대학교에서 조교수로 근무하였고, 1971년부터 1977년까지 한국개발연구원(KDI)에서 수석연구원을 역임하였다. 1977년 가을학기부터 서울대학교 경제학부에서 근무하고 정년퇴임하였다.

## 사회운동
- 제9대 경제정의실천시민연합 공동대표
- 제8대 경제정의실천시민연합 공동대표

## 한일 고대사 연구
홍원탁은 본업이 경제학자였으나, 1980년대 초 일본 학계의 ‘임나일본부설’ 등 왜곡된 주장을 접한 것을 계기로 한·일 고대사 연구에 뛰어들었다. 5년여의 연구 끝에 1988년 영어 논문집 《고대 한·일관계 – 백제와 야마토 왜》를 출간하였고, 1994년에는 《백제와 대화(大和) 일본의 기원》을 영문판과 국문판으로 펴냈다. 이후 기존 연구를 확장한 《백제왜(百濟倭)》(2003)를 발간하여, 일본 최초의 통일 정권인 야마토 왕국을 백제인이 건설했으며 일본 천황가의 뿌리가 백제 왕실이라는 주장을 폈다.
그의 연구는 국내보다 해외 학계에서 더 높은 평가를 받았다. 미국의 Journal of Asian Studies와 Journal of Japanese Studies는 그의 첫 저서를 긍정적으로 서평했고, 서구 역사학계에서는 그를 경제학자보다는 고대 한·일관계사 전문가로 더 널리 알았다. 에드워드 키더(Edward Kidder) 등 해외 고고학자들이 그의 저서를 인용하거나 참고문헌으로 사용하였으며, 홍원탁은 외국 전문가들이 전공과 무관하게 연구 성과로 평가해준다고 밝혔다.
반면, 국내 전통 사학계에서는 그를 ‘재야 사학자’로 분류하는 경향이 강했다. 홍원탁은 “우리나라에 고대 한·일관계사를 전문적으로 연구하는 정통 국사학자가 한 사람도 없다”며 관련 분야 연구가 주로 재야 연구자들에 의해 진행되는 현실을 지적했다. 일부 평론가는 《백제왜》가 재야로만 취급될 이유는 없으며, 그의 주장이 기존 학설보다 더 타당할 수 있다고 평가했다.
언론에서는 홍원탁을 ‘반(半) 아카데믹’ 역사학자로 소개하며, 왜곡된 역사 바로잡기에 나선 학자라는 이미지를 부각했다. 이러한 보도를 통해 대중에게도 고대사 전문가로 인식되었으며, 그의 저서는 일반 독자층에서도 관심을 받았다.

## 저서
- 고대 한일 관계 (영어), 1988년
- 백제와 야마토일본의 기원, 구다라 인터내셔널, 1994년
- Paekche of Korea and the origin of Yamato Japan, 1994년
- 고대 한일관계사: 백제왜, 일지사, 2003년